# Die Schwarzwaldklinik/Staffel 2
Die zweite Staffel der deutschen Fernsehserie Die Schwarzwaldklinik besteht aus 23 Episoden, wobei die Folge 1/2 aus einer Doppelfolge besteht, sodass sich 24 Einzelfolgen ergeben.
Auch in der zweiten Staffel sind die Hauptrollen wiederum mit Klausjürgen Wussow als Professor Klaus Brinkmann, Gaby Dohm als dessen Frau Dr. Christa Brinkmann, Sascha Hehn als Dr. Udo Brinkmann sowie Evelyn Hamann als Haushälterin Carsta Michaelis besetzt. Professor Alexander Vollmers wird von Christian Kohlund verkörpert, die Ärzte der Schwarzwaldklinik von Horst Naumann als Dr. Horst Römer, Volker Brandt als Dr. Werner Schübel, Franz Rudnick als Dr. Gerd Wolter sowie in den Rollen des Klinikpersonals Eva Maria Bauer als Oberschwester Hildegard, Barbara Wussow als Schwester Elke, Jochen Schroeder als Pfleger „Mischa“ Burgmann und Karin Eckhold als Frau Meis, Sekretärin von Prof. Brinkmann. Die Schauspieler der Episodenrollen sind unter „Gaststars“ aufgeführt.
In Episode 1/2 Die Reise nach Amerika erklingt der von Jim Dawson gesungene Song California Dreams.

## Episoden
| Nr. | Originaltitel                        | Erstausstrahlung D | Regie             | Drehbuch            |
| --- | ------------------------------------ | ------------------ | ----------------- | ------------------- |
| 1 + 2 (26/27) | Die Reise nach Amerika, Teil 1 und 2 | 15. Okt. 1987      | Hans-Jürgen Tögel | Herbert Lichtenfeld |
| Neun Monate sind seit Professor Brinkmanns Herzinfarkt vergangen. In der Klinik wird er immer noch von Professor Breeken vertreten, da er sich weiter erholen muss. Das Team der Schwarzwaldklinik vermisst ihn schmerzlich. Der Patient Fischer wird von seiner Tochter Beate nach seiner Entlassung aus der Klinik mit dem Auto abgeholt. Sie hat gerade erst ihren Führerschein gemacht. Ihr Vater schnallt sich im Auto nicht an, da der Gurt auf seine Operationsnarbe drücke. Auf der Heimfahrt kommt es zu einem schweren Verkehrsunfall mit einem entgegenkommenden Lkw. Vater und Tochter werden in die Schwarzwaldklinik gebracht, wo Fischer verstirbt. Als Beate vom Tod ihres Vaters erfährt, bricht sie völlig in sich zusammen und gibt sich die Schuld an dem Geschehen. Sie habe darauf bestehen müssen, dass ihr Vater sich anschnallt. Einen Selbstmordversuch der Patientin können Christa und Dr. Wolter gerade noch verhindern. Christa lässt sich daraufhin dazu hinreißen, der Patientin zu erzählen, dass ihr Vater Krebs gehabt habe und sowieso nicht mehr lange zu leben. Vielleicht habe sie ihm ja so einiges erspart, auch wenn der Unfall natürlich schrecklich sei. Als Christa ihrem Mann erzählt, was sie getan hat, meint Klaus, das hätte sie lieber lassen sollen. Klaus Brinkmann hat einen Studienfreund in San Francisco, einen Herzspezialisten, von dem er sich noch einmal gründlich untersuchen lassen will, in der Hoffnung, dass dieser Dr. Römers Diagnose, dass sein Herzmuskel noch geschwächt ist, nicht bestätigt, da er so schnell wie möglich wieder seinem Beruf nachgehen möchte. Er vereinbart telefonisch einen Termin mit Dr. Wolfgang Schneider. Professor Breeken spricht mit Christa Brinkmann über deren Entscheidung, Beate Fischer eine falsche Diagnose hinsichtlich ihres Vaters gegeben zu haben. Er meint zu Christas Überraschung, wenn es der Frau helfe, so besser mit dem Tod ihres Vaters umgehen zu können, werde er nicht eingreifen. Prof. Brinkmann verabschiedet sich indes, er bricht zu seiner Reise nach Amerika auf. Unterwegs macht er die Bekanntschaft von Maria Rotenburg. Sie erzählt ihm, dass sie Agrarwissenschaftlerin und Pferdezüchterin sei und ihr Anwesen nur circa eine halbe Stunde von seinem Wohnsitz entfernt liege. Beim Abschied gibt Maria Brinkmann ihre Telefonnummer und meint, er solle sie doch einmal auf der Bradford Ranch, wo sie sich aufhalte, besuchen. Brinkmanns Check-up zeigt nicht die Ergebnisse, die er sich erhofft hatte. Sein Freund meint, man wolle ihn eine Weile hier behalten. Er bestätigt somit die Ergebnisse der Kollegen aus Deutschland und weist Brinkmann ebenfalls darauf hin, dass er einfach zu ungeduldig sei. Brinkmann fügt sich, wenn auch eher widerwillig. Maria Rotenburg erscheint zu Brinkmanns Überraschung in der Klinik und lädt ihn erneut ein. Zudem gibt sie ihm das Versprechen, dass sie ihn auch weiterhin in der Klinik besuchen werde. Nachdem Brinkmann, als er zu Hause anruft, Prof. Vollmers am Telefon hat, auf den er immer wieder eifersüchtig reagiert, legt er wortlos auf. Er meldet sich daraufhin bei Maria Rotenburg und kündigt sein Kommen an, nachdem seine Ergebnisse in der Klinik inzwischen so sind, dass er als geheilt entlassen werden kann. Beide verbringen eine unbeschwerte, glückliche Zeit miteinander. Zwischen ihnen ist mehr als nur Sympathie im Spiel. Gemeinsam sehen sie sich noch den Grand Canyon an, bevor Brinkmann zurück nach Deutschland fliegt. Im Schwarzwald erzählt Vollmers Christa indes, dass er eine Weile nicht da sein werde, da er für Ärzte ohne Grenzen arbeiten werde. Gastdarsteller: Karl-Heinz Vosgerau: Prof. Breeken; Hannelore Elsner: Maria Rotenburg; Karl-Michael Vogler: Herzspezialist Dr. Schneider in San Francisco; Angelika Bender: Beate Fischer; Robert Nägele: Herr Fischer; Andrea L’Arronge: Anja Krischle |                                      |                    |                   |                     |
| 3 (28) | Der Fremde in der Hütte              | 17. Okt. 1987      | Hans-Jürgen Tögel | Herbert Lichtenfeld |
| Brinkmann ist zurück zu Hause und entschuldigt sich bei Christa für seine Ungeduld, mit der er ihr in den vergangenen Monaten das Leben schwer gemacht habe. Bevor Brinkmann seinen Dienst in der Klinik wieder aufnimmt, will er noch eine Wanderung mit Übernachtung zu seiner in den Bergen gelegenen Hütte unternehmen. Unterwegs schlägt das Wetter plötzlich um. In seiner Hütte trifft er einen Fremden an, der sich dort häuslich eingerichtet hat und ihn herumkommandiert. Brinkmann gibt sich nicht zu erkennen und hört den Ausführungen des älteren Mannes, der sich als Boris vorstellt, aufmerksam zu. Brinkmann nimmt seinen Dienst in der Schwarzwaldklinik wieder auf und wird von Prof. Breeken auf einen alten Fall angesprochen, bei dem er eine falsche Entscheidung getroffen habe. Brinkmann meint, aus heutiger Sicht stimme er Breeken zu. Gemeinsam wollen sie den Fehler von damals in einer erneuten Operation beheben. Überraschend taucht Boris in der Schwarzwaldklinik auf, da er sich den Knöchel verstaucht hat. Er staunt nicht schlecht, als er in Brinkmann seinen Kumpel von der Hütte erkennt. Dr. Schübel, ein hervorragender Arzt, aber auch ein Schürzenjäger par excellence, bekommt Schwierigkeiten, da er, obwohl er Familie hat, noch mit zwei anderen Frauen angebandelt hat, einmal mit der Laborantin Anja Krischle, zum anderen mit einer Patientin namens Carla Simmet. Gastdarsteller: Hannelore Elsner: Maria Rotenburg; Gustl Bayrhammer: Landstreicher Boris, der sich in Klaus’ Hütte einquartiert; Andrea L’Arronge: Anja Kirschle; Walter Sittler: Volker, Freund von Anja Krischle; Anita Lochner: Frau Schübel; Kerstin de Ahna: Carla Simmet; Karl-Heinz Vosgerau: Prof. Breeken |                                      |                    |                   |                     |
| 4 (29) | Das Geständnis                       | 24. Okt. 1987      | Hans-Jürgen Tögel | Herbert Lichtenfeld |
| Brinkmann benötigt einen neuen Anästhesie-Assistenzarzt. Als qualifiziertester Bewerber erweist sich ein Dr. Ackermann. Der Verwaltungsrat hat aber starke Vorbehalte gegenüber diesem Kandidaten. Man sagt ihm nach, er habe die Treuepflicht gegenüber seinem Dienstherrn verletzt, als er eigenmächtig einen Pharmaskandal in einer psychiatrischen Landesanstalt aufgedeckt hat. Der Fall wurde von den Zeitungen aufgegriffen und sorgte für Schlagzeilen. Für Professor Brinkmann ist das jedoch kein Grund, von seinem Wunschkandidaten abzuweichen. Und so wird Dr. Ackermann eingestellt. Christa hat inzwischen mehr zufällig Kenntnis davon bekommen, dass ihr Mann während seiner Amerikareise wohl eine Affäre mit einer Maria Rotenburg hatte, zumindest muss sie das annehmen, da er nie über Maria gesprochen hat und einige Indizien für sich sprechen. Brinkmann sucht Maria auf und erzählt ihr, dass seine Frau einen Geliebten habe. Maria zeigt sich überrascht, macht ihm aber gleichzeitig klar, dass er nicht der Mann sei, der seine Frau betrügen könne. Solange er aber nicht wisse, was er wirklich wolle, werde sie sich nicht auf ihn einlassen. Als Christa das Gespräch mit ihrem Mann hinsichtlich Maria sucht, erwidert er auf ihre Frage, ob sie seine Geliebte gewesen sei, ohne Umschweife mit „Ja“, um ihr dann deutlich zu machen, dass er davon überzeugt ist, dass sie ein Verhältnis mit Dr. Vollmers habe. Gastdarsteller: Gustl Bayrhammer: Landstreicher Boris; Hans-Jürgen Schatz: Assistenzarzt Ackermann, Kerstin de Ahna: Carla Simmet |                                      |                    |                   |                     |
| 5 (30) | Intrigen                             | 31. Okt. 1987      | Hans-Jürgen Tögel | Herbert Lichtenfeld |
| Christa macht ihrem Mann klar, dass sie niemals ein Verhältnis mit Vollmers hatte, und sie nicht schuld daran sei, dass er ein Verhältnis mit Maria angefangen habe. Er habe sich da eine Wahrheit zurechtgelegt, die keine sei. Als das Ehepaar Hornbach mit seinem bewusstlosen Kind in der Schwarzwaldklinik eintrifft, diagnostiziert man auf der Intensivstation eine schwere Vergiftung. Das Kind droht zu ersticken, wenn ihm nicht sofort geholfen wird. Da der zuständige Anästhesist Dr. Wolter trotz Bereitschaftsdienstes unauffindbar ist, entschließt sich sein Assistent Ackermann zu einem Eingriff, der er noch gar nicht ausführen dürfte. Die Zeit drängt jedoch. Brinkmann sucht daraufhin das Gespräch mit Wolter, der jedoch nicht darüber sprechen will, warum er nicht im Haus war. Auch mit Ackermann spricht Brinkmann. Er meint, er werde Dr. Wolter einen Verweis erteilen und ihm auch – wegen unerlaubter medizinischer Versorgung. Gleichzeitig möchte er ihm aber seine Anerkennung aussprechen wegen vorbildlichen Verhaltens in einem Notfall. Ackermann meint, das sei sehr geschickt – und sehr gerecht. Wolter will trotzdem kündigen, da seine Frau ihre Firma nach Berlin verlegen will und er bei ihr bleiben wolle. Sorgen macht Brinkmann auch Dr. Schübel, dessen ehemalige Geliebte sich an ihn gewandt hat, da Schübel auf nichts reagiere und sich verleugnen lasse. Sie fordert eine höhere Geldsumme für Schübel gemachte Geschenke zurück, die sie dem Arzt im Hinblick auf ein Eheversprechen gegeben habe. Schübel stellt ein solches Versprechen gegenüber Brinkmann in Abrede. Der Professor macht ihm klar, dass er erwarte, dass Schübel die Angelegenheit regele. Da Schübel die erhaltenen Geschenke bereits versetzt hat und das Geld nicht hat, bittet er Brinkmann, ihm aus der Klemme zu helfen, wobei er mit einem Augenzwinkern bemerkt, dass er Brinkmann mit einer Frau gesehen habe, die nicht seine Frau gewesen sei. Der Professor ist pikiert, will Verwaltungsdirektor Mühlmann aber anweisen, Schübel einen Vorschuss zu gewähren. Als Christa überstürzt zu Hause auszieht, hat Brinkmann Schübel in Verdacht, dass er Christa angerufen habe, da dieser ihn mit Maria zusammen gesehen hatte. Udo klärt seinen Vater jedoch auf, dass er Schübel Unrecht tue, Maria habe bei ihm angerufen, da er seine Brieftasche bei ihr vergessen hat. Christa sei am Apparat gewesen. Gastdarsteller: Hannelore Elsner: Maria Rotenburg; Andrea L’Arronge: Anja Krischle; Franziska Bronnen: Ursula Ronn, Frau von Dr. Wolter, Hans Caninenberg: Max Seidelbach |                                      |                    |                   |                     |
| 6 (31) | Spätes Glück                         | 7. Nov. 1987       | Hans-Jürgen Tögel | Herbert Lichtenfeld |
| Christa ist mit dem kleinen Benjamin aufgrund ihrer Ehekrise erst einmal zu Katharina Gessner gezogen, die keine Fragen stellt. Claudia Schubert, die Benjamin als Kindermädchen betreut und Udos neue Liebe ist, geht es seit einer verschleppten Erkältung phasenweise immer wieder schlecht. Im Park der Schwarzwaldklinik lernen sich die Patienten Max Seidelbach und Olga Herbold kennen. Die beiden älteren Herrschaften kommen schnell ins Gespräch und verstehen sich gleich gut. Währenddessen redet man in der Klinik über die Trennung des Professors und seiner Frau. Oberschwester Hildegard ist außer sich, als sie Seidelbach und Herbold Bett an Bett in einem Zimmer zusammen sieht. Sie informiert Verwaltungschef Mühlmann, der wiederum bei Brinkmann Rückendeckung sucht, allerdings nicht bekommt. Brinkmann führt ein aufschlussreiches Gespräch mit seinem Freund Dr. Römer und erfährt anschließend von dem älteren Pärchen Max und Olga, dass beide auch nach der Entlassung aus dem Krankenhaus zusammenbleiben wollen. Nur wenig später trifft Brinkmann sich mit Maria, um ihr zu sagen, dass sie sich nicht mehr sehen würden. Maria meint zum Abschied, es sei ein amerikanischer Traum gewesen. Dann geht sie. Brinkmanns Haushälterin Carsta Michaelis ist es dann, die dem Professor einige gute Tipps gibt, wie er wieder in Kontakt mit seiner Frau kommen könne. Schübel indes ruft mitten in der Nacht bei Brinkmann an und bittet ihn, ihn abzuholen, da er anderentags Frühdienst habe und noch nicht einmal mehr Geld für ein Taxi. Er ist zudem hoffnungslos überschuldet. Udo Brinkmann erfährt von Dr. Römer das Ergebnis von Claudias Blutuntersuchung – Leukämie, allerdings nicht mehr im Anfangsstadium. Udo ist am Boden zerstört. Römer hält eine Heilung für ausgeschlossen. Gastdarsteller: Hans Caninenberg: Max Seidelbach; Edda Seippel: Olga Herbold, Hannelore Elsner: Maria Rotenburg |                                      |                    |                   |                     |
| 7 (32) | Besuch aus Kanada                    | 14. Nov. 1987      | Hans-Jürgen Tögel | Herbert Lichtenfeld |
| Nach zwei Wochen Aufenthalt bei Katarina Gessner kehrt Christa wieder zu ihrem Mann zurück, um ihn mit seinen Sorgen um Udo und Claudia nicht allein zu lassen. Beide übernachten vorerst in getrennten Schlafzimmern. Bald darauf findet die feierliche Taufe von Benjamin statt. Überraschend kommt Florian, der nach Kanada ausgewanderte Cousin von Klaus, zu Besuch und nistet sich bei den Brinkmanns auf unbestimmte Zeit häuslich ein. Sein rustikales Auftreten bringt den gewohnten Tagesablauf zunächst durcheinander. Doch seine unbekümmerte Art, die er auch im Spiel mit der vergnügten Angie entfaltet, stimmt die Gastgeber bald wieder versöhnlich. Derweil verschlechtert sich Claudias Gesundheitszustand, deren allgemeine körperliche Schwäche nur kurzzeitig von euphorischen Phasen unterbrochen wird. Auch der behandelnde Arzt in der Freiburger Frauenklinik macht den Angehörigen keine Hoffnung auf eine baldige Heilung, weil die medizinische Forschung noch kein Mittel gegen Claudias spezifisches Krankheitsbild entwickelt hat. In gegenseitiger Rücksichtnahme lassen Udo und Claudia einander in Unkenntnis über ihre jeweilige Gefühlslage. Unverdrossen verbringt Christa einen Teil ihrer freien Zeit mit wissenschaftlichen Arbeiten im unzureichend ausgestatteten Labor der Schwarzwaldklinik. Ungeachtet der privaten Eskapaden von Dr. Schübel verschafft Brinkmann dem von ihm fachlich hochgeschätzten, derzeit aber wohnungslosen Kollegen ein vermietetes Zimmer in Katarinas Haus. In einem persönlichen Gespräch stellt er weitere Bedingungen, die Schübel zwar als großen Eingriff in seine persönlichen Freiheiten bezeichnet, aber zähneknirschend akzeptiert, weil ihm keine andere Wahl bleibt. Noch bevor er die Beziehung mit seiner Geliebten, der Laborantin Anja Kirschle, beenden kann, wird er von deren eifersüchtigen Freund niedergeschlagen. Am Abend erscheint Schübel mit lädiertem Gesicht in der Klinik. Nachdem er von den Brinkmanns ärztlich versorgt worden ist, nimmt er planmäßig seinen Nachtdienst auf, als wäre nichts geschehen. Am selben Tag stürzt ein Telefonanruf Schwester Elke in tiefe Verzweiflung: Ihr Freund Harry Poser ist bei Dreharbeiten tödlich verunglückt. Der Patient Willi Anschütz macht sich angesichts einer bevorstehenden Blinddarmoperation große Sorgen. Dem von Zeitschriften-Horoskopen geleiteten Pensionär wird empfohlen, keine Risiken einzugehen. Auch der Anästhesist Dr. Ackermann kann ihm die Bedenken nicht nehmen. Am Morgen vor dem vorgesehenen Eingriff verspeist Anschütz, der nüchtern bleiben soll, absichtlich das Frühstück seines Zimmernachbarn. Da auch der McBurney-Test keinen Hinweis auf akute Appendizitis liefert, zweifeln Brinkmann und Schübel die Diagnose des Hausarztes an. Anschütz wird daraufhin entlassen, aber kurze Zeit später in der Stadt von einem Auto angefahren und erneut in die Klinik eingeliefert. Eine Operation ist nun unvermeidlich. Während der Genesung äußert er sich spöttisch über weitere astrologische Ratschläge. Gastdarsteller: Walter Sittler: Volker; Krischles Freund; Klaus Havenstein: Patient Willi Anschütz, Andrea L’Arronge: Anja Krischle; Raimund Harmstorf: Florian Brinkmann aus Kanada |                                      |                    |                   |                     |
| 8 (33) | Udos Entschluss                      | 21. Nov. 1987      | Hans-Jürgen Tögel | Herbert Lichtenfeld |
| Frau Endureit beschwert sich bei Prof. Brinkmann, dass sein Sohn Udo ihren Sohn Dieter nicht fachgerecht behandelt habe, da seine Wunde immer noch eitere. Eine zweite Operation ist notwendig. Nachdem Frau Endureit eingesehen hat, dass sie Udo Brinkmann Unrecht getan hat, entschuldigt sie sich. Der Schwager des Landtagsvize-Präsidenten Dr. Schollmeier hat sich in der Schwarzwaldklinik für eine freigewordene Stelle beworben. Verwaltungsdirektor Mühlmann möchte, dass Brinkmann ihn einstellt, da der Landtagsvizepräsident großen Einfluss hat. Brinkmann will ihn jedoch nicht, da er nicht erbrachte Leistungen mit den Kassen abgerechnet und nicht den besten Ruf hat. Als der Professor einige Zeit später in der Zeitung lesen muss, dass Schollmeier sich das Leben genommen hat, weil niemand ihm eine Chance habe geben wollen, ist er auf sich selbst zornig. Claudia zeigt Christa gegenüber, wie sie sich wirklich fühlt. Ihr Optimismus sei nur gespielt – Udo zuliebe. Die junge Frau hat nur noch eine kurze Zeit zu Hause mit Udo, dann stirbt sie. Auf ihrer Beerdigung schüttet es in Strömen. Udo ist dem Zusammenbruch nahe. Nur wenig später erklärt er seinem Vater, dass er wegmüsse, er habe schon Kontakt mit Vollmers aufgenommen, der in Afrika arbeitet. Gegenüber Schwester Elke äußert Udo, dass sie momentan der einzige Mensch sei, den er ertragen könne. Beide haben einen geliebten Menschen verloren. Wenige Tage später verlässt Brinkmann junior Deutschland. Schübel gewinnt im Casino zu seiner großen Freude eine Menge Geld. Währenddessen haben sich Florian Brinkmann und Carsta Michaelis ineinander verliebt. Als es Florian überraschend zurück nach Kanada zieht, ist Carsta darüber sehr traurig. Brinkmann indes wird von seiner Frau überrascht, als er sein Schlafzimmer betritt und sie dort vorfindet. Die Zeit der getrennten Schlafzimmer scheint vorbei. Gastdarsteller: Joshy Peters: Dieter Endureit; Angela Pschigode: Frau Endureit |                                      |                    |                   |                     |
| 9 (34) | Das Vermächtnis                      | 28. Nov. 1987      | Hans-Jürgen Tögel | Herbert Lichtenfeld |
| In der Schwarzwaldklinik hat ein neuer Arzt, Dr. Engel, seinen Dienst angetreten. Er fällt besonders durch sein zurückhaltendes, fast schüchternes Wesen auf. Und bei den Brinkmanns hat ein neues Kindermädchen angefangen, Carola Reisner. Udo Brinkmann, der ebenso wie Dr. Vollmers auf der DRK-Hilfsstation in Afrika arbeitet, wird bei einem Hilfseinsatz gemeinsam mit Vollmers und der mit dem Land vertrauten Schwester Erika Brahmfeld von Rebellen entführt. Die drei waren unterwegs, um dringend benötigte Medikamente selbst abzuholen, da bei Anlieferung viele der benötigten Arzneien etc. verschwunden waren. Die Rebellen hatten das Auto des Roten Kreuzes zum Anhalten gebracht, indem der kleine Sohn des Anführers sich auf die Fahrspur gelegt hatte. Die drei sollen verletzte Rebellen behandeln. Das Auswärtige Amt schickt ein Telegramm an die Brinkmanns über die Entführung, zu der man derzeit noch keine Angaben machen könne. Als Regierungstruppen das Rebellenversteck ausfindig machen und angreifen, wollen die Rebellen weiterziehen und lassen Schwester Erika und die beiden Ärzte frei. Udo ist bei den gegenseitigen Feuergefechten am Arm verletzt worden. In der Klinik liegt Dr. Dr. Theobald Egenheuer, Politiker und Moraltheologe, der auf dem Sterbebett von seinem schlechten Gewissen geplagt wird. Er will reinen Tisch machen, was seine sogenannten Freunde, den Stiftungsvorsitzenden Lämple und den Parteisekretär Dr. Mörschenbach auf den Plan ruft. Sie statten Egenheuer einen Besuch ab, um ihn davon abzubringen, Dinge, die nicht für die Öffentlichkeit bestimmt sind, publik zu machen. Schließlich seien in drei Wochen Kommunalwahlen. Wie könne er nur sagen, dass das Büro der Partei in erster Linie eine Geldwaschanlage gewesen sei, die Parteispenden umfunktioniert habe. Die Partei brauche ihn über den Tod hinaus. Egenheuer will jedoch, dass die Menschen erfahren, was das für Leute sind, die ihnen andauernd vorschreiben wollen, wie sie zu leben haben. Er werde schon jemanden finden, dem er sein Vermächtnis diktieren könne. Da niemand mehr zu ihm vorgelassen werden soll, bittet Egenheuer Prof. Brinkmann darum, ihm sein Vermächtnis diktieren zu dürfen und es sodann einer breiten Öffentlichkeit zugänglich zu machen, und zwar gegen alle Widerstände. Bevor er Brinkmann seine allergrößte Sünde, wie er es nennt, diktieren kann, schließt er die Augen für immer. Der Professor hält es für richtig, die Aufzeichnungen zu vernichten. Gastdarsteller: Edgar Bessen: Dr. Mörschenbach; Erik Frey: Prof. Dr. Dr. Theobald Egenheuer; Gerda Gmelin: Frau von Egenheuer; Reinhard Glemnitz: Stiftungsvorsitzender Lämple; Lisa Kreuzer: Schwester Erika, Olivia Pascal: Carola Reisner; Michael Kausch: Dr. Engel |                                      |                    |                   |                     |
| 10 (35) | Die Heimkehr                         | 5. Dez. 1987       | Hans-Jürgen Tögel | Herbert Lichtenfeld |
| Udo Brinkmann, Dr. Vollmers und Schwester Erika Brahmfeld werden von Soldaten der Regierung im Lager der besiegten Rebellen festgehalten. Man verdächtigt sie einer Zusammenarbeit mit diesen. Udo ist empört darüber, wie man sie behandelt. Das verstoße gegen die Genfer Konventionen. Vollmers meint, nur wenn sie ganz großes Glück hätten, würden sie ein Gerichtsverfahren bekommen, wodurch die Weltöffentlichkeit auf sie aufmerksam werden könnte. Udo geht es in dem Loch von Gefängnis, in dem man die drei festhält, zunehmend schlechter. Seine Wunde hat sich entzündet. Als Vollmers von Erika wissen will, was der Kommandant gesagt habe, zögert sie, um dann zu erklären, er habe gesagt, dass Udo genauso gesund sein solle wie sie beide, wenn man alle drei hinrichten werde. Als ein bevollmächtigter General Vollmers überraschend anbietet, dass er gehen dürfe, lehnt dieser ab und meint, dass er ohne Udo und Erika, seine Freunde, nirgendwo hingehen werde. Einige Zeit später vernimmt Dr. Schübel mehr zufällig im Radio die Meldung, dass Udo Brinkmann, Dr. Vollmers und Erika Brahmfeld freigelassen worden sind. Sie befänden sich momentan auf dem Flug von Nairobi nach Kairo. Die Freude nicht nur im Krankenhaus ist riesengroß. Die Patientin Keiser spielt nach einem relativ harmlosen Eingriff, der gut verlaufen ist, plötzlich „verrückt“. Es stellt sich heraus, dass sie medikamentensüchtig ist und unter Entzugserscheinungen leidet. Das heißt, dass man einen Psychiater hinzuziehen muss. In ihm erkennt Anästhesieassistenzarzt Ackermann den Leiter des Psychiatrischen Landeskrankenhauses wieder. Dieser ergänzt, dass er bis vor drei Monaten dort der Chef gewesen sei, bis Ackermann es für nötig gehalten habe, seine ehemalige Arbeitsstätte zu denunzieren. Gastdarsteller: Lis Verhoeven: Frau Keiser; Joost Siedhoff: Psychiater; Lisa Kreuzer: Erika Brahmfeld, Schwester |                                      |                    |                   |                     |
| 11 (36) | Nackte Tatsache                      | 19. Dez. 1987      | Hans-Jürgen Tögel | Herbert Lichtenfeld |
| Udo Brinkmann lässt sich in der Schwarzwaldklinik gründlich durchchecken. Dr. Römer will ihn einige Tage da behalten. Katarina Gessner bietet Udo an, wieder bei ihr im Haus zu wohnen. Udo hat den Eindruck, dass Katarina ihn zurückhaben will. Seit Elke das auch annehmen muss, hat sie sich völlig von Udo zurückgezogen. Carsta Michaelis erhält eine Einladung von Florian Brinkmann nach Kanada und ist hin- und hergerissen zwischen widerstreitenden Gefühlen. In der Klinik ist eine neue Schwester, die sehr attraktive Margot, deren Bild der Patient Brasch in einem Männermagazin entdeckt hat. Margot präsentiert sich dort fast nackt. Das führt dazu, dass man sie entlassen will. Sie kommt dem jedoch zuvor, indem sie Mühlmann ihre Kündigung auf den Tisch legt. Schwester Hildegard, die es nicht unterlassen kann, ihr Gift zu verspritzen, nennt sie zum Abschied einen aufgeblähten Giftzwerg. Sie spreche nur das aus, was alle in der Klinik denken würden. Hildegard fällt daraufhin in Ohnmacht. Nachdem sie sich wieder erholt hat, unterbindet sie eine Demonstration auf der Station, beschlagnahmt ein beschmiertes Laken und empört sich bei Professor Brinkmann. Gastdarsteller: Lutz Mackensy: der Damenwelt zugewandter, aufdringlicher Patient; Anja Schüte: Schwester Margot, die sich nackt für ein Männermagazin fotografieren ließ |                                      |                    |                   |                     |
| 12 (37) | Der Tod der alten Dame               | 26. Dez. 1987      | Hans-Jürgen Tögel | Herbert Lichtenfeld |
| Fräulein Meis, Professor Brinkmanns Sekretärin, kümmert sich hingebungsvoll um die alte Frau Kreisler, eine Wohnungsnachbarin. Die alte Dame hat zwar noch Verwandtschaft, eine Nichte, die jedoch immer nur Ausflüchte hat, warum sie nicht einmal vorbeischauen könne. Katarina gibt nicht nur Klaus Brinkmann gegenüber unumwunden zu, dass sie Udo zurückhaben möchte. In einem Gespräch mit ihm, meint sie, sie möchte nicht, dass Udo so unter sein Niveau gehe, erst eine Kinderschwester und jetzt eine Krankenschwester, liebe, kleine, harmlose Mädchen, sie könne sich nicht vorstellen, dass Schwester Elke noch eine Persönlichkeit entwickele, die Udo auf Dauer akzeptieren würde. Nicht aus jeder Krankenschwester werde eine Ärztin wie aus seiner Christa. Fräulein Meis erfüllt Frau Kreisler ihren sehnlichsten Wunsch, noch einmal ihr Geburtshaus sehen zu dürfen. Die alte Dame meint, wenn sie sie nicht hätte, wäre sie ganz allein. Kurz darauf kommt sie ins Krankenhaus, wo sie in der Nacht stirbt. Frau Kreisler hat Fräulein Meis in ihrem Testament als Haupterbin eingesetzt, was die Nichte der alten Dame, eine Frau Ellert, und deren Mann auf den Plan ruft, die Frau Meis nun Erbschleicherei vorwerfen und das Testament anfechten wollen. Brinkmann lernt das Pärchen, das gerade bei Römer Gift und Galle spuckt, kennen und lässt seine Verachtung durchblicken. Udo hat sich entschlossen, zusammen mit Vollmers zurück nach Afrika zu gehen. Professor Brinkmann will von Elke wissen, was zwischen ihr und seinem Sohn vorgefallen sei. Elke hatte am Abend zuvor zu Udo gesagt, woher er denn wisse, dass er je bei ihr angemeldet gewesen sei. Zwischen Elke und Udo kommt es zu einem Gespräch und nur wenig später zu einem Sinneswandel. Endlich fallen sie sich in die Arme und küssen sich. Gastdarsteller: Else Quecke: die alte Dame Frau Kreisler; Dorothea Kaiser: Frau Ellert |                                      |                    |                   |                     |
| 13 (38) | Die Erbschaft                        | 2. Jan. 1988       | Hans-Jürgen Tögel | Herbert Lichtenfeld |
| Katarina erzählt Udo, was wirklich mit ihr los ist. Sie habe damals das Kind, das sie von ihm erwartet habe, nicht gewollt und nun habe sie noch ein Kind umgebracht. Es sei nicht im Operationssaal passiert, sondern auf der Straße. Sie sei nach einer Feier betrunken gewesen, ein Kind sei seinem Ball nachgelaufen, sie habe weder den Ball noch das Kind gesehen. In vier Tagen sei der Prozess. Wie sie damit jemals fertigwerden solle, wisse sie nicht. Die zwölfjährige Sylvia Bartle bricht fast auf einem Feld zusammen, sie leidet seit kurzem unter Schwindelanfällen und hohem Fieber. Der Hausarzt der Familie, Dr. Neupert, weist das Mädchen in die Schwarzwaldklinik ein. Erste Untersuchungen lassen den Verdacht auf Leukämie aufkommen. Der Vater des Mädchens setzt alle seine Hoffnungen in Christa Brinkmann, er hat von deren Forschungsarbeiten auf diesem Gebiet gelesen. Die Diagnose ergibt dann doch nicht wie befürchtet Leukämie, sondern Pfeiffersches Drüsenfieber, eine hartnäckige Viruserkrankung. Der Kriminalbeamte Scheidt ermittelt gegen Frau Meis wegen des Verdachts des Betrugs und der Nötigung hinsichtlich der verstorbenen Frau Kreisler. Der Prozess geht jedoch zu Meis’ Gunsten aus, das vermachte Geld wird ihr in vollem Umfang zugesprochen. Als sie mit dem Gedanken spielt, es nicht anzunehmen, redet Professor Brinkmann ihr gut zu und meint, sie habe jedes Recht, das Geld zu behalten. Frau Michaelis ist aus Kanada zurück. Und in der Klinik stellt sich der neue Anästhesist Dr. Laudann vor. Gastdarsteller: Johanna Liebeneiner: Hilda Bartle; Klaus Barner: Helmut Bartle; Claudia Rühmann: Sylvia Bartle, deren Tochter; Dieter Eppler: Landarzt Dr. Neupert, Helmut Woestmann: Scheidt, Kriminalbeamter; Herbert Tennigkeit: Dr. Laudann |                                      |                    |                   |                     |
| 14 (39) | Der Optimist                         | 9. Jan. 1988       | Hans-Jürgen Tögel | Herbert Lichtenfeld |
| Udo Brinkmann und Schwester Elke sind an einem See, an dem auch Surfer zeigen, was sie können. Gerade als sie aufbrechen wollen, verunglückt ein junger Mann beim Wasserski-Fahren. Er knallt voll gegen einen Steg. Udo sorgt dafür, dass er sofort in die Schwarzwaldklinik gebracht wird. Die Diagnose lautet: Querschnittslähmung. Bei dem jungen Mann handelt es sich um Tobias Reich, der kurz vor dem Abitur steht. Obwohl die Ärzte ihm eröffnen, dass er seinen Körper vom Hals abwärts nie wieder wird bewegen können, legt der Patient einen bemerkenswerten Optimismus an den Tag. Er ist fest davon überzeugt, dass das schon wieder werde. In der folgenden Zeit lernt er fleißig für sein Abitur, um kein Jahr zu verlieren. Christa und Klaus Brinkmann zieht es nach Sri Lanka und auf die Malediven, wo sie ihren wohlverdienten Urlaub genießen. Auf dem Programm stehen neben Tauchen und Entspannen auch kulturelle Unternehmungen und Besichtigungen. Bei den Brinkmanns im Glottertal trifft in der Zwischenzeit Anna Marschner, eine alte Freundin von Christa ein, die meint, Christa habe sie eingeladen. Frau Michaelis wundert sich, dass sie nicht weiß, dass die Brinkmanns im Urlaub sind. Sie ruft bei ihnen an, um sich rückzuversichern. Christa Brinkmann meint, sie solle Anna Marschner im Gästezimmer unterbringen. Carla Michaelis ist sich sicher, dass mit Anna Marschner irgendetwas nicht stimmt. Gastdarsteller: Sven-Jürgen Hasper: der nach einem Sportunfall querschnittsgelähmte Tobias Reich; Claudia Arnold-Brauner: Britta, Freundin von Tobias Reich; Monika Woytowicz: Anna Marschner; Frank Schröder: Berti, Postbote; Bernhard Dübe |                                      |                    |                   |                     |
| 15 (40) | Die Freundin                         | 16. Jan. 1988      | Hans-Jürgen Tögel | Herbert Lichtenfeld |
| Anna Marschner befindet sich tatsächlich in einer Krise und das nicht nur, weil ihre Ehe zu scheitern droht. Ein Forstarbeiter wird auf sie aufmerksam, da sie gefährlich nah an einem Felsen steht. Die Brinkmanns, die gerade aus ihrem Urlaub zurück sind, wundern sich über ein Schaf, das mit ihrem Hund Jerry Freundschaft geschlossen zu haben scheint. Udo klärt sie auf, dass das Tier ein Geschenk eines dankbaren Patienten sei. Frau Michaelis erzählt Christa Brinkmann vom seltsamen Verhalten ihrer Freundin. Auf Christas entsprechende Frage meint sie, dass sie schon irgendwie ein ungutes Gefühl gehabt habe, als Anna Marschner weggelaufen sei. Ein aufmerksamer Forstarbeiter hat Anna Marschner inzwischen angesprochen und dafür gesorgt, dass sie den Felsen verlässt. Inzwischen regnet es sintflutartig, als Anna die Straße entlangläuft. Zufällig kommt Dr. Schübel mit dem Auto vorbei und kann sie dazu überreden, zu ihm in den Wagen zu steigen. Nach dem Besuch einer Gaststätte, fühlt Anna sich durch die Aufmerksamkeit, die Schübel ihr schenkt, zunehmend besser. Die Patienten Schwan und Möbius, die ein Zimmer teilen, widersetzen sich beharrlich den Anordnungen des Klinikpersonals. Schwan, der abnehmen soll, bevor er operiert werden kann, tauscht mit Möbius das Essen, da ihm die Diätkost nicht schmeckt. Möbius, der nicht rauchen darf, lässt sich von Schwan im Gegenzug mit Zigaretten versorgen. Trotz mehrmaliger Verwarnungen sind beide uneinsichtig. Brinkmann überreicht den Herren daraufhin die Entlassungspapiere, ihre Krankenkasse sei informiert. Katharina Gessner macht auf ihrem Weg in die Schweiz Zwischenstation bei den Brinkmanns. Sie habe sich in Zürich bei einem Pharmakonzern beworben und habe die Stelle bekommen. Auf Nachfrage erzählt sie noch, dass das Gericht sie wegen fahrlässiger Tötung zu einer Bewährungsstrafe verurteilt habe. Tobias Reich, der neben seiner linken inzwischen auch seine rechte Hand bewegen kann, gibt den Ärzten und dem Klinikpersonal weiterhin Grund zum Staunen. Spätabends bekommt Prof. Brinkmann einen Anruf aus der Klinik, mit der Bitte, sofort zu kommen, ein Wunder sei geschehen. Gastdarsteller: Heinz Eckner: unbelehrbarer Patient Schwan, der sich ständig den ärztlichen Anordnungen widersetzt; Buddy Elias: Patient Möbius, der gemeinsam mit Schwan trinkt und raucht; Nicolas König: Freund von Tobias Reich, der mit ihm fürs Abitur lernt; Monika Woytowicz: Anna Marschner, eine alte Freundin von Christa Brinkmann, Sven-Jürgen Hasper: Tobias Reich; Claudia Arnold-Brauer: Britta, Freundin von Tobias; Anita Lochner: Angelika Schübel, Dietz-Werner Steck: Forstarbeiter, Carsten Pols: Horst |                                      |                    |                   |                     |
| 16 (41) | Glück im Spiel                       | 23. Jan. 1988      | Hans-Jürgen Tögel | Herbert Lichtenfeld |
| Wie schon von Brinkmann vermutet, geht es um Tobias Reich, er kann inzwischen nicht nur seine Arme wieder bewegen, es scheint als seien seine Nervenstränge doch nicht, wie vermutet, irreparabel geschädigt. Er hat deutliche Reflexe im Brustbereich. Und der Regenerierungsprozess setzt sich weiter fort. Dr. Schübel besucht mit Anna Marschner die Spielbank. Sie gewinnen und Schübel will aufhören, doch Anna besteht darauf, noch einmal zu setzen, und gewinnt wiederum. Euphorisch feiern sie ihr Glück im Spiel. Schübels Frau Angelika ahnt, dass ihr Mann – wieder einmal – eine Affäre hat. Die Schwarzwaldklinik soll eine neue Heizungsanlage bekommen. Der mit der Planung beauftragte Architekt heißt Marschner. Brinkmann spricht ihn an und er bestätigt ihm, dass Anna Marschner seine Frau ist. Es sei nicht das erste Mal, dass sie verschwinde. Sie erwarte von ihm, dass er sie anbete, dann wäre alles gut. Er habe ihre Eskapaden so satt und könne und wolle auch nicht mehr. Oberschwester Hildegard rutscht in der Klinik unglücklich aus und bricht sich ein Bein. Als Patientin ist sie fast noch schwieriger, als als Vorgesetzte. Sie liegt in einem Zimmer mit Roswita Berner, einer jungen, sehr hübschen Frau, über die sie sich kurz vor ihrem Sturz noch aufgeregt hatte, da diese Besuch von zahlreichen Männern bekommen hatte. Als Hildegard in der Nacht heftig weinen muss, tröstet die junge Frau sie einfühlsam. Da hat die Oberschwester wohl mal wieder ein vorschnelles Urteil gefällt. Gastdarsteller: Evelyn Engleder: Roswita Berner; Anita Lochner: Angelika Schübel; Monika Woytowicz: Anna Marschner; Sven-Jürgen Hasper: Tobias Reich; Nicolas König: Freund von Tobias Reich; Udo Vioff: Architekt Marschner, Ehemann von Anna Marschner, Carsten Pols: Horst |                                      |                    |                   |                     |
| 17 (42) | Trennungen                           | 30. Jan. 1988      | Hans-Jürgen Tögel | Herbert Lichtenfeld |
| Nachdem Schübel erneut mit Anna Marschner unterwegs war, lässt ihn seine Frau nicht mehr ins Haus. Aus dem Fenster heraus übergießt sie ihn dann auch noch mit kaltem Wasser. Im Krankenhaus, wohin er sich flüchtet, erwartet ihn dann aber der Dank eines Patienten, dem er in einer stundenlangen Operation das Leben gerettet hat. Angelika Schübel informiert die Brinkmanns nur wenig später davon, dass sie die Scheidung eingereicht habe. Brinkmann möge das ihrem Mann doch bitte sagen, wenn er ihn sehe. Anna Marschner hat inzwischen einen großzügigen Scheck von ihrem Mann erhalten und zieht bei den Brinkmanns aus. Sie will sich erst einmal in einem Hotel einmieten. Brinkmann indes reagiert ziemlich gereizt, als Kollege Schübel bei einer OP gähnt. Er bittet Schübel zu einem Gespräch, das in eine Richtung läuft, die von ihm so gar nicht beabsichtigt war. Am Ende erklärt Schübel, dass er die Schwarzwaldklinik verlassen werde. Tobias Reich hat sein Abitur als Bester seiner Klasse bestanden. Im Park der Klinik wird das entsprechend gefeiert. Udo Brinkmann ärgert sich über seine Noch-Frau Katarina, die das Scheidungsprozedere immer wieder hinauszögert. Er und Elke wollen heiraten. Elke meint allerdings, eigentlich habe sie ja noch gar keinen Antrag von Udo bekommen. Dr. Schübel indes ist zu Anna Marschner ins Hotel Adler gezogen. Sowohl Schübels als auch Annas Scheidung läuft. Gastdarsteller: Anita Lochner: Angelika Schübel; Monika Woytowicz: Anna Marschner; Sven-Jürgen Hasper: Tobias Reich; Bruno W. Pantel: Patient mit fünf Kindern, Waldarbeiter; Frank Schröder: Berti, Postbote |                                      |                    |                   |                     |
| 18 (43) | Alles Theater                        | 6. Feb. 1988       | Hans-Jürgen Tögel | Herbert Lichtenfeld |
| Berti, der Freund von Carola, wollte bei ihr fensterln. Frau Michaelis glaubte, ein Einbrecher wolle sich Zutritt zum Haus verschaffen und gab der Leiter einen Schubs, sodass Berti im hohen Bogen in der Rosenhecke landete. In der Schwarzwaldklinik muss er sich einer schmerzhaften Prozedur unterziehen, um die Dornen, die sein Hinterteil und seinen Rücken zieren, wieder zu entfernen. Bei seinem Rundgang durch einen Züricher Pharmakonzern, wo Prof. Alexander Vollmers einen Vortrag halten soll, trifft er zufällig Katarina Gessner. Man sieht ihr an, dass sie viel zu viel arbeitet. Als Vollmers Udo erzählt, dass Katarina ihn gebeten habe, ihm zu sagen, dass er wegen der Scheidung noch ein wenig Geduld haben möge, da sie momentan überlastet sei, reagiert Udo unwirsch, da er das für eine erneute Ausrede hält. Auch Vollmers Hinweis, dass es sein könne, dass Katarina Hilfe brauche, wischt er mit den Worten beiseite, Katarina doch nicht, sie brauche höchstens Menschen, die nach ihrer Pfeife tanzen würden. Christa, die gemeinsam mit Udo und Dr. Engel eine sogenannte Routineoperation durchführt, ist geschockt, als das Herz des Patienten plötzlich aufhört zu schlagen und alle Versuche, ihn zurück ins Leben zu holen, fehlschlagen. Christa tut sich sehr schwer mit der Situation. Ihr Mann sagt ihr, sie solle das nicht einfach abschütteln, aber sie solle sich auch nicht davon auffressen lassen. Dr. Römer bittet die Theaterschauspielerin Constanze Zöllner, deren Bild ihm schon auf einem entsprechenden Plakat aufgefallen war, mit ihm nach der Vorstellung noch Essen zu gehen und sie willigt ein. Gastdarsteller: Marianne Nentwich: Constanze Zöllner, Theaterschauspielerin; Christina Plate: Tanja, Schwester von Elke; Markus Majowski: Axel, Freund von Tanja; Klaus-Hagen Latwesen: Toni, Theaterleiter; Frank Schröder: Berti, Postbote; Alfred Eich: Leiter der Forschungsabteilung; Jost Leers: Theaterarzt; Claus Tinney: Rick Ricksen, Autor |                                      |                    |                   |                     |
| 19 (44) | Wo ist Katarina?                     | 13. Feb. 1988      | Hans-Jürgen Tögel | Herbert Lichtenfeld |
| Dr. Römer hat sich in Constanze Zöllner verliebt, die am Ende ihres Stückes von einer Leiter fällt und ruft: „Hilfe, schnell einen Arzt.“ Bei der letzten Vorstellung ist sie so unglücklich gefallen, dass sie tatsächlich einen Arzt benötigte. Sie wird in die Schwarzwaldklinik eingeliefert. Tobias Reich wird entlassen. Alle versammeln sich, um den freundlichen jungen Mann, dessen Genesung unglaubliche Fortschritte gemacht hat, zu verabschieden. Oberschwester Hildegard hat ihren Dienst in der Schwarzwaldklinik wieder aufgenommen. Da sich dort während ihrer Abwesenheit eine gewisse Gemütlichkeit eingestellt hat, die Personal und Patienten ganz gut bekommen ist, wollen Brinkmann und Mühlmann mit der Oberschwester diesbezüglich reden. Allerdings hat Hildegard ihre ganz eigene Art der Gesprächsführung, sodass die Herren, das, was sie sagen wollten, nur bedingt loswerden können. Katarina Gessner wird von ihrer Tochter Angie gedrängt ihre Arbeit zu unterbrechen und mit ihr essen zu gehen. Auf der Straße bricht Katarina fast zusammen, nur mit Mühe kann sie vor ihrer Tochter verbergen, wie schlecht es ihr geht. Udo hat den Entschluss gefasst, direkt mit Katarina wegen der Scheidung zu sprechen und fährt mit Elke zu Katarinas Wohnung. Dort erfährt er von einer Nachbarin, dass man Frau Dr. Gessner mit dem Notarztwagen in eine Klinik gebracht habe. Nachdem sie diese ausfindig gemacht haben, lässt man Udo und Elke warten. Der Leiter des Pharma-Konzerns im Forschungscenter, Dr. Schwenn, wartet ebenfalls im Gang und stellt sich vor. Er teilt Udo mit, dass seine Frau mit dem Tode ringe. Sie habe sich bei der Laborarbeit eine Intoxikation zugezogen, durch die es zu einer akuten Niereninsuffizienz gekommen sei. Udo kann diese niederschmetternde Nachricht kaum fassen, da erfolgt auch schon der nächste Schlag, Katarina ist tot. Eine Ordensschwester sagt ihm, dass Katarina sie gebeten habe, ihn zu bitten, sich um ihre Tochter Angie zu kümmern und ihm auch zu versichern, dass sie ihn um Verzeihung bitte. Gastdarsteller: Marianne Nentwich: Constanze Zöllner, Theaterschauspielerin, Geliebte von Dr. Römer; Klaus-Hagen Latwesen: Theaterleiter Toni; Jost Leers: Theaterarzt; Mischa Neutze: Kurt, ehemaliger Koch; Frank Schröder: Berti, Postbote; Claus Tinney: Rick Ricksen; Alfred Eich: Leiter der Forschungsabteilung; Reinhard von Hacht: Reha-Fachberater |                                      |                    |                   |                     |
| 20 (45) | Der alte Herr                        | 27. Feb. 1988      | Hans-Jürgen Tögel | Herbert Lichtenfeld |
| Der bisherige Koch der Küche der Schwarzwaldklinik Mischa Schellborn, der von einem Apfelbaum gefallen war, kann infolge einer Schulterverletzung seinen Beruf als Koch nicht mehr ausüben und muss sich umorientieren. Man schlägt ihm eine Umschulung zum Elektroniker vor. Die verstorbene Katarina Gessner hat in ihrem Testament verfügt, dass ihre Tochter Angie bis zu deren Volljährigkeit einen Vermögenstreuhänder an die Seite gestellt bekommt. Ihrem Noch-Ehemann Udo hat Katarina das Grundstück mit Wohnhaus im Glottertal vererbt. Udo reagiert konsterniert, er meint, das Haus stehe ihm nicht zu. Landesgerichtsrat Eckner, der körperlich gesund und noch sehr rüstig ist, hat mit schweren Verkalkungserscheinungen zu kämpfen, gegen die es keine wirksame Medizin gibt. Er taucht immer wieder in der Schwarzwaldklinik auf, wo er seinen Sohn vermutet. Stephan Eckner starb dort von einigen Jahren. Sein Vater hat das jedoch nie zur Kenntnis genommen. Martha Eckner muss ihren Mann immer wieder aus der Klinik abholen. Sie hat es nicht leicht mit ihm, zumal die alte Dame nicht mehr allzu gut zu Fuß ist. Eines Nachts vermisst Frau Eckner ihren Mann, der dann von Dr. Engel tatsächlich in der Schwarzwaldklinik in einem Zimmer auf einem Stuhl sitzend gefunden wird. Er ist tot. Plötzlicher Herzstillstand. Martha Eckner meint, hier habe es ihm am besten gefallen, hier sei er nun auch gestorben. Jetzt brauche sie ihn nicht mehr zu suchen, denn sie wisse ja, wo er nun sei. Constanze Zöllner erwidert Dr. Römers Gefühle zwar, ist aber mit den Leuten vom Theater so eng verbunden, dass sie es einfach nicht über sich bringt, diese im Stich zu lassen. Hin- und hergerissen zwischen widerstreitenden Gefühlen, gesteht sie Römer, dass sie einfach nicht anders könne, sie müsse mit ihren Leuten, die die Tournee fortsetzen, weiterziehen. Für Römer ist das ein schwerer Schlag, dennoch lässt er sie gehen, ohne ihr ein schlechtes Gewissen zu machen. Udo Brinkmann und Schwester Elke finden in ihrem Zuhause kaum noch Ruhe, seit Elkes Schwester Tanja mit ihrem Freund Axel zu Besuch ist. Vor allem Axel ist ein ganz besonderes Exemplar. Er hat mit Arbeit überhaupt nichts im Sinn, ist ein Nassauer und hat immer einen unpassenden Spruch auf den Lippen. Das Pärchen trinkt nicht nur Udo teuersten Wein, sondern stellt auch sonst Forderungen hinsichtlich der Verpflegung usw. Sogar ihnen bisher nicht bekannte Leute laden Tanja und Axel zu einer Party ein, die sie in dem Haus feiern, in dem sie selbst nur zu Gast sind. Udo, aber inzwischen auch Elke, wären die beiden lieber heute als morgen wieder los. Gastdarsteller: Axel von Ambesser: Franz Eckner; Rose Renée Roth: Martha Eckner; Marianne Nentwich: Constanze Zöllner, Theaterschauspielerin; Christina Plate: Tanja, Schwester von Elke; Markus Majowski: Axel, Freund von Tanja; Klaus Mikoleit: Notar bei der Testamentseröffnung; Reinhard von Hacht: Reha-Fachberater; Edgar Hoppe: Theatermitarbeiter; Klaus-Hagen Latwesen: Toni, Theaterleiter; Mischa Neutze: Kurt, ehemaliger Koch |                                      |                    |                   |                     |
| 21 (46) | Gewichtsprobleme                     | 5. März 1988       | Hans-Jürgen Tögel | Herbert Lichtenfeld |
| Udo und Elke sind zunehmend genervter durch Tanja und Axel, die keinen Finger krumm machen, ihr Haus verunstalten und das Paar nicht mehr zur Ruhe kommen lassen. Ihre „Gäste“ haben jedoch ein dickes Fell und fühlen sich zunehmend wohl dort, wo sie jetzt sind. So bleibt Elke und Udo nur, sich etwas auszudenken, womit sie die beiden vielleicht vertreiben können. Sie täuschen Renovierungsarbeiten im Haus vor, und zwar im gesamten Haus, morgen früh um fünf gehe es los. Wenn sie mithelfen würden, ginge es natürlich schneller. Atemlos verfolgen sie früh am Morgen, dass Tanja und Axel das Haus verlassen. Als das Auto der beiden erst nicht anspringt, fängt Udo an zu beten und Elke schließt sich ihm an. Lauter Jubel, als der Wagen sich dann endlich in Bewegung setzt. Der Textilunternehmer Alwin Kulmbach hat für seine junge, sportliche Freundin Anita seine Frau verlassen und wird von dieser gedrängt, eine Hungerkur nach der nächsten über sich ergehen zu lassen und dabei noch sportlich aktiv zu sein. Anfangs klappt das auch ganz gut, bis sein Organismus aufgrund der mangelnden Nahrung und der ungewohnten sportlichen Aktivitäten zusammenbricht und Kulmbach in der Schwarzwaldklinik landet. Brinkmann diagnostiziert eine akute Stoffwechselstörung aufgrund eines Defizits an Nährstoffen. Anita nimmt Brinkmann die Offenheit und den Sarkasmus, mit dem er auf ihre Fragen reagiert, übel und besucht Kulmbach deshalb nicht mehr in der Klinik. Telefonisch lässt sie ihn dann wissen, dass sie einen Mann kennengelernt habe, mit dem sie nach Gran Canaria fliege. Die Antwort auf seine Frage, wer das sei, erstaunt Kulmbach. Er meint, der Herr sei doch noch erheblich dicker als er. Die Antwort am Telefon ist ziemlich eindeutig, denn Kulmbach entgegnet, im Gegensatz zu diesem neuen Mann an Anitas Seite, sei er allerdings ein armer Mann. Kurz darauf erscheint Kulmbachs Frau mit einem Korb mit Leckereien, die sich beide im Park der Klinik schmecken lassen. Frederic Gessner holt seine Tochter Angie bei den Brinkmanns ab. Er erklärt, dass Angie und er beschlossen hätten, dass sie in ein Internat geht. Seine Tochter habe nur die Bedingung gestellt, dass das Internat in der Nähe der Brinkmanns liegen müsse und dort Reiten auf dem Programm stehe. Gastdarsteller: Günter Strack: Alwin Kulmbach; Ilse Pagé: Elisabeth Kulmbach; Beatrice Richter: Anita, jüngere Freundin von Kulmbach; Christina Plate: Tanja, Elkes Schwester; Markus Majowski: Axel, Tanjas Freund; David Cameron: Frederic Gessner; Frank Schröder: Berti, Postbote; Renate Malzacher: Frau Schindler |                                      |                    |                   |                     |
| 22 (47) | Christas schwerster Tag              | 12. März 1988      | Hans-Jürgen Tögel | Herbert Lichtenfeld |
| Bei Frau Schindler ist noch eine Darmblutung hinzugekommen, sodass eine Operation jetzt wohl unumgänglich ist. Zudem drängt die schmerzgeplagte Frau darauf, operiert zu werden, in der Hoffnung, dass dann die jahrelangen Schmerzen ein Ende haben würden. Sie weiß nicht, dass es mit und ohne Operation wenig Hoffnung gibt, dass sie wieder gesund wird. Prof. Brinkmann erklärt Dr. Römer, der meint, warum nicht Schübel operiere, dass Christa auch einmal eine schwierige Operation verantwortlich leiten müsse. Schübel sei ja dabei, falls es Komplikationen gebe. Der Darm ist von Krebs befallen. Christa führt die OP zur vollsten Zufriedenheit aller durch. Kurz darauf stirbt die Patientin jedoch – Herzversagen beim septischen Schock. Udo meint zu Herrn Schindler, vielleicht sei seiner Frau ja ein längerer Leidensweg erspart geblieben, auch wenn ihn das jetzt nicht trösten könne. Als Christa vom Tod ihrer Patientin erfährt, ist sie am Boden zerstört. Alexander Vollmers wartet bei den Brinkmanns zu Hause auf die Rückkehr des Professors und Christas. Dabei fällt er Carola auf. Sie meint zu Frau Michaelis, das sei ein Mann, da würde sie nicht nein sagen, was dieser natürlich missfällt. Sie erwidert, sie solle mal schön bei ihrem Berti bleiben, dem könne sie geistig folgen. Vollmers fühlt sich geschmeichelt von Carolas offensichtlichem Interesse an ihm. Da er über Nacht bei den Brinkmanns bleibt, schleicht sich Carola in sein Zimmer und der Professor schickt sie nicht weg. Im Gegenteil, er meint am Morgen, das sei ein ganz toller Gedanke gewesen, dass sie zu ihm gekommen sei. Berti, der den Brinkmanns Telegramme von Florian zustellt, sieht beide in der Früh am Fenster, als sie sich gerade umarmen. Major Klausen ist Patient in der Schwarzwaldklinik. Der Pfleger Mischa kennt ihn von früher. Er hatte den jüngeren Bruder von Klausen seinerzeit dabei unterstützt, den Wehrdienst zu verweigern. Seitdem ist Klausen schlecht auf ihn zu sprechen. In der Klinik brechen die alten Konflikte prompt wieder auf. Gastdarsteller: Renate Malzacher: Frau Schindler; Hans Häckermann: Herr Schindler; Volkert Kraeft: Major Klausen; Frank Schröder: Berti, Postbote |                                      |                    |                   |                     |
| 23 (48) | Der Tag der glücklichen Paare        | 19. März 1988      | Hans-Jürgen Tögel | Herbert Lichtenfeld |
| Udo will seinem Vater ein Motorrad schenken, dieser ziert sich jedoch, das Geschenk anzunehmen. Seine erste Fahrt will ihm jedoch nicht so recht gelingen. Christa kommt hinzu, setzt sich auf das Fahrzeug und braust los. Zwischen Major Klausen und Mischa kommt es immer wieder zu Kabbeleien. Nach einer langwierigen Operation erfährt Klausen, dass er länger bleiben müssen, als vorgesehen. Als der Major Mischa bittet, für ihn einen Brief an seinen Bruder Karl, der in Nigeria als Entwicklungshelfer arbeitet, zu schreiben, wächst das gegenseitige Verständnis schlagartig. Florian ist zurück aus Kanada und überlegt, ob er Udo eventuell das geerbte Haus abkauft, um mit Carla Michaelis darin zu wohnen. Christa hingegen, die glaubt, als Chirurgin ungeeignet zu sein, spielt mit dem Gedanken wieder in die Forschung zu gehen und hat auch schon eine dementsprechende Zusage auf eine Bewerbung erhalten. Schübel gibt seine Abschiedsfeier, er wird die Klinik in Richtung Kitzbühel verlassen. Er geht zusammen mit Anna Marschner. Beide sind ein Paar und offensichtlich glücklich miteinander. Brinkmann hebt bei seiner Abschiedsrede noch einmal hervor, welch hervorragender Chirurg Schübel sei. Anderentags spricht Schübel mit Christa und gibt ihr den Rat, als Chirurgin aufzuhören, sie halte das seelisch nicht durch. Christa erzählt ihrem Mann, dass sie ein Angebot vom Medizinisch-Biologischen Institut in Konstanz habe und dieses gern annehmen möchte. Klaus meint daraufhin, was er als Chirurg in Konstanz machen solle. Christa meint, Konstanz sei nicht weit, woraufhin Klaus erwidert, nein zwei Stunden hin und zwei Stunden wieder zurück. Klaus Brinkmann lässt durchblicken, dass er nicht daran glaubt, dass es ein Zufall ist, dass Vollmers ebenfalls ans Biologische Institut nach Konstanz geht. Der Professor meint abschließend, dass er seine Bemerkung von vorhin, dass heute der Tag der glücklichen Paare sei, wohl zurücknehmen müsse. Gastdarsteller: Volkert Kraeft: Major Klausen; Monika Woytowicz: Anna Marschner, Freundin von Dr. Schübel; Raimund Harmstorf: Cousin Florian Brinkmann; Frank Schröder; Berti, Postbote; Neidhardt Nordmann: Dr. Kallweit vom Biologischen Institut |                                      |                    |                   |                     |
| 24 (49) | Carola will nach oben                | 26. März 1988      | Hans-Jürgen Tögel | Herbert Lichtenfeld |
| Christa will noch einmal ein klärendes Gespräch mit Alexander Vollmers führen und besucht ihn in Freiburg. Carola hatte dieselbe Idee und war kurz zuvor bei Vollmers, der sie mit dem Hinweis darauf, dass er Besuch erwarte, weggeschickt hat. Als Carola dann Christa Brinkmann vorfahren sieht, macht sie sich so ihre Gedanken. Später erzählt Christa Elke, dass ihr das ewige Misstrauen ihres Mannes auf den Geist gehe, was solle sie denn noch tun, um ihm zu beweisen, dass sie und Vollmers nur Freunde seien. Wenig später hat Klaus Brinkmann eingesehen, dass er riskiert, seine Frau zu verlieren, wenn er sie zu sehr einengt und meint, sie solle in Konstanz zusagen. Sie würden das schon schaffen. Christa ist davon so berührt, dass sie die Stelle absagt. Oma Hessler ist von der Leiter gefallen und in die Schwarzwaldklinik eingeliefert worden. Mischa erwischt sie dabei, dass sie nach Hause gehen will. Sie macht sich Sorgen um ihre Katze Luzi, die gefüttert werden muss. Ihre Bettnachbarin, Frau Willing, zeigt kein Verständnis für die Sorgen von Oma Hessler, Mischa meint, sie sei ein Eisblock. Vollmers erzählt seinem Freund Udo Brinkmann, dass es Probleme mit Carola gebe, sie habe sich in ihn verliebt. Udo erzählt ihm, dass Carola in letzter Zeit seltsame Bemerkungen in Richtung Christa fallenlasse, was Vollmers noch mehr beunruhigt. Florian lässt bei Carsta Michaelis durchblicken, dass er in Betracht ziehe, nach Deutschland zurückzukommen, hauptsächlich ihretwegen. Dann rückt er damit heraus, dass er aber erst noch seine Frau finden müsse, um von ihr geschieden zu werden. Carsta solle sich bitte nicht aufregen, sie seien ja schon sehr lange auseinander. Seine Frau in diesem großen Land zu finden, sei aber gar nicht so einfach. Frau Michaelis kann kaum glauben, was sie da hören muss und läuft kurz darauf weinend davon. Maria Rotenburgs Bruder ist wegen einer Herzmuskelschwäche in die Schwarzwaldklinik eingeliefert worden. Kurz nach ihrer Absage sieht Christa Brinkmann zufällig, wie sich Maria von ihrem Mann mit einem Kuss verabschiedet. Sie hat Brinkmann erzählt, dass sie wahrscheinlich nach Amerika gehen werde. Dann stellt sie ihm ihre Schwester Theres vor, eine ebenso beeindruckende Erscheinung wie sie selbst. Christa, die die Szene mehr zufällig vom Fenster aus beobachtet hat, ruft kurzentschlossen noch einmal bei Kallweit an, um die Stelle nun doch zuzusagen. Gastdarsteller: Iska Geri: ältere Patientin Frau Hessler; Rudolf Möller: Hausmeister in dem Haus, in dem Frau Hessler wohnt; Paola Schoene: Frau Willing, Patientin; Raimund Harmstorf: Cousin Florian Brinkmann; Volkert Kraeft: Major Klausen; Peter Lehwald; Hannelore Elsner: Maria Rotenburg; Beatrice Kessler: Theres Rotenburg, Günter Strack: Alwin Kulmbach, Ilse Pagé: Elisabeth Kulmbach |                                      |                    |                   |                     |